# Yeomanry
Yeomanry – tradycyjna nazwa używana przez niektóre oddziały lub pododdziały brytyjskiej Armii Terytorialnej, wywodząca się z ochotniczych formacji kawaleryjskich. Obecne oddziały Yeomanry służą w różnych broniach i wykonują wielorakie zadania.
Na przełomie XVIII i XIX wieku w Wielkiej Brytanii – po Rewolucji Francuskiej, a zwłaszcza po dojściu do władzy Napoleona – narastały obawy przed inwazją. Dla poprawienia obronności kraju, w wielu hrabstwach powołano do życia ochotnicze oddziały konnej milicji złożonej z wolnych rolników zwanych yeomenami. Termin „yeoman” odnosi się do niezamożnych farmerów będących właścicielami lub dzierżawcami uprawianej przez nich ziemi. Oficerami w oddziałach yeomanry byli przedstawiciele szlachty, a ludzie w szeregach to zazwyczaj dzierżawcy działek w ich posiadłościach. Członkowie oddziałów yeomanry nie byli zobowiązani do służby poza granicami kraju bez osobiście wyrażonej zgody.
W pierwszej połowie XIX wieku pułki yeomanry były częstokroć wykorzystywane przez władze lokalne dla tłumienia zamieszek (np. masakra w Peterloo), lecz gdy rolę tę przejęła policja, jednostki yeomanry skoncentrowały się na obronie terytorialnej.
W czasie 2. wojny burskiej, kompanie tzw. „Imperial Yeomanry” były formowane do służby zamorskiej spośród ochotników z oddziałów yeomanry. W roku 1901 wszystkie pułki yeomanry zostały włączone w struktury „Imperial Yeomanry” i zreorganizowane.
W 1908 formacja „Imperial Yeomanry” została podporządkowana tzw. „Siłom Ochotniczym” (ang. Volunteer Force) tworzącym „Siły Terytorialne”, w których stanowiła konnicę. Przymiotnik „Imperialna” został w tym samym czasie usunięty z nazwy.
Podczas I wojny światowej „Siły Terytorialne” zostały przemianowane na „Armię Terytorialną”. Po wojnie, wraz z modernizacją sił zbrojnych, jedynie czternaście starszych pułków yeomanry zachowało swe konie, podczas gdy pozostałe przeformowano w kompanie samochodów pancernych, saperów, łączności lub baterie artylerii. Dwa pułki zostały rozwiązane. Przeformowane oddziały zachowały tradycje yeomanry, przy czym w artylerii poszczególne baterie nawiązywały do tradycji całych pułków dawnej yeomanry.
Na początku II wojny światowej Armia Terytorialna została dwukrotnie powiększona, co doprowadziło do odrodzenia się niektórych pułków. Ostatnim konnym pułkiem yeomanry był Yorkshire Dragoons, przekształcony w jednostkę pancerną w marcu 1942 roku.
Armia Terytorialna uległa redukcji w roku 1957 i ponownie w 1961 co ponownie doprowadziło do kurczenia się i łączenia dawnych pułków yeomanry. W roku 1967 miała miejsce poważna redukcja formacji przekształconej w Terytorialną i Ochotniczą Rezerwę Armii, przy czym dotychczasowe pułki yeomanry skurczyły się do rozmiarów szwadronów, kompanii lub baterii. W następnych latach nastąpił szereg dalszych reorganizacji.
W obecnej Armii Terytorialnej wiele dawnych pułków yeomanry przetrwało w tradycjach pododdziałów w większych jednostkach pancernych i artyleryjskich.